# Hind (Computerspiel)
Hind ist eine im Jahr 1997 von Digital Integration herausgegebene Kampfflugsimulation, die den Spieler in die Lage des Piloten bzw. des Waffensystemoffiziers eines Mi-24-Kampfhubschraubers versetzt. Aufgrund seines realistischen Flugmodells, der gelungenen Steuerung sowie der Kompatibilität zu seinem Vorgänger Apache Longbow im Rahmen des von Digital Integration eingeführten „virtual battlefield“ genießt Hind den Ruf eines Meilensteins auf dem Gebiet der Hubschraubersimulationen.

## Spielmodi
Das Spiel bietet drei verschiedene Modi: Kampagnen, Einzelmissionen und Training.
Zu jedem der drei vorhandenen Kriegsschauplätze existiert eine Kampagne. Diese sind technisch betrachtet jedoch nichts anderes als Aneinanderreihungen von Einzelmissionen, die in einer festen Reihenfolge zu absolvieren sind. Die Einsätze selbst sind also statisch und werden von den Geschehnissen vorangegangener Einsätze nicht beeinflusst.
In den Trainingseinsätzen kann sich der Spieler mit der Beherrschung des Mi-24 und seinen diversen Waffensystemen vertraut machen. Diese Übungsflüge finden im Bereich des russischen Stützpunktes Saratov statt und sind (im Falle von Waffenübungen) mit passiven, nicht zurückfeuernden Übungszielen ausgestattet. Das Absolvieren der Trainingsmissionen ist nicht notwendig für den Verlauf des Spieles.

## Schauplätze
Neben dem Trainingsszenario, dem russischen Stützpunkt Saratov, sind die drei Kriegsschauplätze Afghanistan, Korea und Kasachstan enthalten. Während sich das Afghanistan-Szenario offensichtlich am Sowjetisch-Afghanischen Krieg der 1980er Jahre orientiert, handelt es sich bei Korea und Kasachstan um fiktive, aber dennoch an reale politische Tendenzen angelehnte Schauplätze. Die drei Gebiete unterscheiden sich deutlich in Art, Menge und Fähigkeit gegnerischer Einheiten, sowie außerdem durch ihre topografischen Gegebenheiten. Während man im Schutz der Berge Afghanistans den Kampf mit spärlich ausgerüsteten Mudschaheddin-Guerillas aufnimmt, sieht man sich im verhältnismäßig flachen Gelände Koreas modernem Kriegsgerät westlicher Bauart gegenüber.

## Missionsinhalte
Die Umgebung der Einsatzgebiete ist mit zahlreichen computergesteuerten Einheiten versehen, die aufgrund ihrer eigenständigen (wenngleich nicht immer intelligenten) Handlungen eine Atmosphäre von komplexen, allgegenwärtigen Kampfhandlungen erzeugen. Diese gehen teilweise weit genug, um das Missionsziel des Spielers ohne dessen Beteiligung zu erfüllen, indem beispielsweise die dem Spieler zugewiesenen Ziele zufällig von computergesteuerten Einheiten zerstört werden. Dennoch konzentriert sich das Geschehen meist auf den Kernbereich der jeweiligen Mission, sodass es in vielen Fällen möglich ist, das Kampfgebiet weiträumig zu umfliegen, um erst nahe dem Zielgebiet in die Kampfhandlungen einzutreten.
Die Missionsziele sind recht vielfältig, was nicht zuletzt dem ebenfalls breit gefächerten Bewaffnungsspektrum des Mi-24 zu verdanken ist. Zu diesen Zielen zählen beispielsweise das Zerstören von Gebäuden und Einrichtungen, das Ausschalten bestimmter Ziele innerhalb eines definierten Gebietes, Minenlegen, Aufklärung, Lasermarkierung oder Personentransport. Das verfügbare Waffenarsenal entspricht realen Vorbildern und enthält Luft-Luft- und Luft-Boden-Lenkraketen, ungelenkte Raketen, verschiedene Bomben, Minenwerfer, Maschinenkanonenbehälter sowie die Bordwaffe des Hind, ein schwenkbares 12,7-mm-Maschinengewehr.
Zu erwähnen ist die sehr detaillierte, dennoch übersichtliche und intuitiv beherrschbare Planungsfunktion der Missionen. Im Rahmen dieser Briefings kann der Spieler Wegmarken und Bewaffnung festlegen und sich mittels einer Karte mit den Gegebenheiten seines Einsatzgebietes vertraut machen.

## Steuerung
Wie bei Flugsimulationen üblich, ist die Verwendung eines Joysticks, einer Schubkontrolle und von Ruderpedalen möglich, aber nicht notwendig; die ausschließliche Kontrolle über die Tastatur wird ebenfalls angeboten.
Das Spiel verfügt über ein recht realistisches Flugmodell. Auch komplexe physikalische Effekte wie Bodeneffekt, Vortex-Ring, Strömungsabriss über den rückläufigen Rotorblättern oder Autorotation werden simuliert. Für weniger erfahrene Spieler wird die Möglichkeit eines vereinfachten Flugmodells geboten.
Der Spieler kann je nach Wunsch und Situation zwischen der Position des Piloten und der des Waffensystemoffiziers (WSO) hin- und herschalten. Die Aufgaben des Spielers und die Steuerung sind von der Wahl des Cockpits jedoch nicht betroffen: Auch vom Cockpit des WSO kann und muss der Hubschrauber weiterhin gesteuert werden, entsprechend sind die Bedienung der Waffen und das Auswählen der Ziele auch von der Position des Piloten ausgehend möglich. Es existiert jedoch ein Mehrspielermodus, der das separate Bemannen der Piloten- und WSO-Position für zwei Spieler ermöglicht.